# Грабарківський ландшафтний заказник
Граба́рківський зака́зник — ландшафтний заказник загальнодержавного значення. Розташований у межах Могилів-Подільського району Вінницької області, між селами Грабарівка і Юрківці.
Площа 487 га. Створений у 1974 р. Перебуває у віданні Могилів-Подільського держлісгоспу.
Охороняються лісові природні комплекси на придністровських крутосхилах (в долині річки Серебрія), з глибоководними ставками. Переважають насадження дуба звичайного, ясена звичайного і граба. Зростають екзотичні деревні породи: горіх чорний, дуб каштанолистий, каркас західний.
Заказник має велике ґрунтозахисне та водорегулююче значення, є базою для акліматизації та поширення рідкісних деревних порід.

## Детальний опис
За фізико-географічним районуванням України заказник належить до Могилівсько-Придністровського району Придністровсько-Подільської області Дністоровсько-Дніпровської лісостепової провінції Лісостепової зони. Для даної території характерні терасово-лесові рівнини з сірими і темно-сірими ґрунтами і грабовими дібровами. Описувана територія являє собою четверті і п'яті надзаплавні нерозчленовані тераси алювіальної акумулятивної рівнини.
Клімат помірно континентальний з тривалим, нежарким літом, і порівняно недовгою, м'якою зимою. Середня температура січня становить -4.5°...-5°С, липня +20,5°...+21°С. Річна кількість опадів складає 450-500 мм.
За геоботанічним районуванням України ця територія належить до Європейської широколистяної області, Подільсько-Бесарабської провінції, Вінницького (Центральноподільського) округу. 
Рельєф заказника сильно розчленований великими балками глибиною 100-150 м. В минулому на цій території переважали дубові ліси свидинно-конвалієві, волосистоосокові, зірочникові. Зараз на їх місці сформувалися грабово-дубові ліси типового складу і будови. Ценотичний комплекс лісів значно порушений насадженням екзотів-інтродуцентів: дуба бургундського, пухнастого і каштанолистого, липи пухнастої, сосни звичайної та кримської.
Найбільшу цінність в заказнику мають степові ділянки площею близько 10 га, розташовані смугою завширшки 100-150 м. і довжиною більше 1 км на південно-східному схилі із слабо розвинутими дерново-карбонатними ґрунтами. 
Найпоширеніша у заказнику формація реліктової  осоки низької, що займає 30-35% площі степів заказника і утворює еколого-ценотичний ряд в напрямку зменшення вологості групі осока низька + віхалка гілляста; осока низька + бородач кровозулиняючий; осока низька + ковила волосовидна; осока низька + девясил мечелпстий.
Формація ковили волосовидної займає 20% степів заказника і представлена такими асоціаціями: ковила волосовидна + бородач кровозупиняючий і ковила волосовидна + самосил пурпуровий типового складу і будови. Великі площі займає формація бородача кровозупиняючого (похідна, виникла внаслідок випасу), а також формація пирію середнього.
Унікальними в заказнику є ценози реліктових на Поділлі чагарникових степів формації мигдалю низького, що займають тут найбільші на Поділлі площі. На менших площах зустрічаються також реліктові ценози вишні чагарникової степової). З динамічних процесів в рослинності відзначається експансія лісу на степову рослинність заказника, яка через чагарникову стадію (зарості ліщини, гордовини, бересклетів) поступово трансформувалася в лісову. Для прилинення цього процесу щорічно треба проводити викошування степових ділянок і вирубку чагарників. 
Негативну роль відіграють культури сосни кримської, створені на степових ділянках при зростанні деревостану степ зникає. Слід зазначити, що дані посадки були проведені на сильно задернованому схилі, ерозійні процеси на якому були відсутні.
В заказнику є рідкісні і занесені до Зеленої книги України рослинні угрупування: ковили волосовидної, осоки низької, мигдалю низького, вишні степової. Тут зростають види, занесені в Червону книгу України: сон чорніючий і всликоквітковий, тонконіг різнобарвний, ковила волосовидна, лілія лісова. В заказнику налічується велика кількість рідкісних в  регіоні видів: рутвиця смердюча (реліктовий вид), цибуля подільська (субендемічний  вид), чебрець подільський (субендемічний вид), вишня чагарникова, ізінеума сірувата, мигдаль низький, гіацинтик блідий, льон бесарабський, фіалка висока, істод сибірський тощо.
В заказнику охороняються популяції багатьох лікарських видів: адоніса весняного, холодку лікарського і тонколистого, цмину піскового, материнки звичайної, первоцвіту весняного, чебреця Маршалла тощо.